# Liste de canonisations
On trouvera ci-après plusieurs listes de canonisations prononcées depuis le 17 avril 1594, à savoir sous Clément VIII.

## Listes de canonisations prononcées depuis 1594

### Canonisations parClément VIII
17 avril 1594
- Hyacinthe de Cracovie (+ 1257)

29 avril 1601
- Raymond de Peñafort (1175-1275)

### Canonisations parPaul V
29 mai 1608
- Françoise Romaine (1384-1436)

1er novembre 1610
- Charles Borromée (1538-1584)

### Canonisations parGrégoire XV
12 mars 1622
- Ignace de Loyola (1491-1556)
- François Xavier (1506-1552)
- Thérèse d'Avila (1515-1582)
- Philippe Néri (1515-1595)
- Isidore le Laboureur (1080-1130)

### Canonisations parUrbain VIII
24 juin 1626
- Élisabeth de Portugal (1271-1336)

22 avril 1629
- André Corsini (1302-1373)

Canonisations équipollentes
5 novembre 1625
- Raymond Nonnat (1200 circa - 1240)

30 septembre 1628
- Pierre Nolasque (1182 circa - 1256)

### Canonisations parAlexandre VII
1er novembre 1658
- Thomas de Villeneuve (1486-1555)

19 avril 1665
- François de Sales (1567-1622)

Canonisations équipollentes
31 mai 1655
- Ferdinand III de Castille (1201-1252)

21 octobre 1666
- Jean de Matha (1160-1213)
- Félix de Valois (1127-1212)

### Canonisations parClément IX
28 avril 1669
- Marie-Madeleine de Pazzi (1566-1607)
- Pierre d'Alcántara (1499-1562)

### Canonisations parClément X
12 avril 1671
- Gaétan de Thiène (1470-1547),
- François Borgia (1510-1572)
- Louis Bertrand (1526-1581),
- Philippe Benizi (1233-1285),
- Rose de Lima (1586-1617)

### Canonisations parAlexandre VIII
16 octobre 1690
- Jean de Capistran (1386-1456)
- Jean de Dieu (1495-1550)
- Jean de Saint-Facond (1430 circa - 1479)
- Laurent Justinien (1381-1456)
- Pascal Baylon (1540-1592)

### Canonisations parInnocent XII
Canonisations équipollentes
13 février 1692
- María de Cervelló (1230-1290)

5 septembre 1696
- Zita de Lucques (1218-1278)

### Canonisations parClément XI
22 mars 1712
- André Avellin (1521-1608)
- Catherine de Bologne (1413-1463)
- Félix de Cantalice (1515-1587)
- Pie V (1504-1572)

Canonisations équipollentes
20 mai 1705
- Thérèse de Portugal (1176-1250)
- Sancha de Portugal (1178-1229)

27 gennaio 1720
- Humilité de Faenza (1226 circa - 1310)

### Canonisations parBenoît XIII
10 décembre 1726
- Agnès de Montepulciano (1268 circa - 1317)
- Jacques de la Marche (1394 circa - 1476)
- Toribio de Mogrovejo (1538-1606)

27 décembre 1726
- François Solano (1549-1610)
- Jean de la Croix (1542-1591)
- Pérégrin Laziosi (1265 circa - 1345 circa)

31 décembre 1726
- Louis Gonzague (1568-1591)
- Stanislas Kostka (1550-1568)

16 mai 1728
- Marguerite de Cortone (1247-1297)

19 mars 1729
- Jean Népomucène (1340 circa - 1393)

Canonisations équipollentes
14 avril 1728
- Sérapion d'Alger (1179-1240)

### Canonisations parClément XII
16 juin 1737
- Catherine de Gênes (1447-1510)
- Jean-François Régis (1597-1640)
- Julienne Falconieri (1270 circa - 1341)
- Vincent de Paul (1581-1660)

### Canonisations parBenoît XIV
29 juin 1746
- Camille de Lellis (1550-1614)
- Catherine de Ricci (1522-1590)
- Fidèle de Sigmaringen (1578-1622)
- Joseph de Leonessa (1556-1612)
- Pierre Regalado (1390-1456)

Canonisation équipollente
1er août 1742
- Gérard de Lunel

### Canonisations parClément XIII
16 juillet 1767
- Jérôme Emilien (1486-1537)
- Jeanne de Chantal (1572-1641)
- Jean de Kenty (1320 circa - 1437)
- Joseph Calasanz (1558-1648)
- Joseph de Copertino (1603-1663)
- Séraphin de Montegranaro (1540-1604)

### Canonisations parPie VII
24 mai 1807
- Angele Merici (1474 circa - 1540)
- Benoît le More (1526-1589)
- Colette de Corbie (1381-1447)
- François Caracciolo (1563-1608)
- Jacinthe Mariscotti (1585-1640)

Canonisations équipollentes
10 mai 1802
- Berard de Marsi (1079-1130)

### Canonisations parGrégoire XVI
26 mai 1839
- Alphonse de Liguori (1696-1787)
- François de Geronimo (1642-1716)
- Jean-Joseph de la Croix (1654-1734)
- Pacifique de San Severino (1653-1721)
- Véronique Giuliani (1660-1727)

### Canonisations parPie IX
8 juin 1862
- Michel des Saints (1591-1625)

9 juin 1862
- 26 martyrs du Japon († 1597)

29 juin 1867
- Germaine Cousin (1579-1601)
- Josaphat Kountsevitch (1580 circa - 1623)
- Léonard de Port-Maurice (1676-1751)
- Marie-Françoise des Cinq-Plaies (1715-1791)
- 19 martyrs de Gorcum († 1572)
- Paul de la Croix (1694-1775)
- Pedro de Arbués (1440-1485)

### Canonisations parLéon XIII
8 décembre 1881
- Benoît-Joseph Labre (1748-1783)
- Laurent de Brindes (1559-1619)
- Claire de Montefalco (1268-1308)
- Giovanni Battista de Rossi (1698-1764)

15 janvier 1888
- Alphonse Rodríguez (1533-1617)
- Jean Berchmans (1599-1621)
- Pierre Claver (1580-1654)
- Sept saints fondateurs (XIIIe siècle)

27 mai 1897
- Antoine-Marie Zaccaria (1502-1539)
- Pierre Fourier (1565-1640)

24 mai 1900
- Jean-Baptiste de La Salle (1651-1719)
- Rita de Cascia (1381-1457)

## Listes des canonisations prononcées après Léon XIII
- Liste des canonisations prononcées par Pie X
- Liste des canonisations prononcées par Benoît XV
- Liste des canonisations prononcées par Pie XI
- Liste des canonisations prononcées par Pie XII
- Liste des canonisations prononcées par Jean XXIII
- Liste des canonisations prononcées par Paul VI
- Liste des canonisations prononcées par Jean-Paul II
- Liste des canonisations prononcées par Benoît XVI
- Liste des canonisations prononcées par François
- Liste des canonisations prononcées par Léon XIV